# Lesticus
Lesticus is een geslacht van kevers uit de familie van de loopkevers (Carabidae). De wetenschappelijke naam van het geslacht is voor het eerst geldig gepubliceerd in 1828 door Dejean.

## Soorten
Het geslacht Lesticus omvat de volgende soorten:
- Lesticus amabilis Chaudoir, 1868
- Lesticus ambulator Darlington, 1962
- Lesticus andamanensis (Chaudoir, 1878)
- Lesticus andrewesi (Straneo, 1938)
- Lesticus assamicus Kuntzen, 1911
- Lesticus auricollis Tschitscherine, 1900
- Lesticus baehri Kirschenhofer, 2007
- Lesticus baweanicus Straneo, 1953
- Lesticus bennigseni Sloane, 1907
- Lesticus borneensis Straneo, 1949
- Lesticus brevilabris Emden, 1936
- Lesticus buqueti (Castelnau, 1834)
- Lesticus busuangae Heller, 1923
- Lesticus cavicollis Straneo, 1985
- Lesticus chalcothorax Chaudoir, 1868
- Lesticus chloronotus (Chaudoir, 1868)
- Lesticus coelestis Tschitscherine, 1897
- Lesticus crenicollis L.Schaufuss, 1887
- Lesticus cupreatus Heller, 1923
- Lesticus cupreoviolaceus Straneo, 1991
- Lesticus cupricollis Pouillaude, 1914
- Lesticus depressus Darlington, 1962
- Lesticus desgodinsi Tschitscherine, 1894
- Lesticus deuvei Dubault & Roux, 2006
- Lesticus dichrous Tschitscherine, 1897
- Lesticus drescheri Andrewes, 1937
- Lesticus episcopalis Dubault; Lassalle & Roux, 2008
- Lesticus feanus Bates, 1892
- Lesticus finisterrae Will & Kavanaugh, 2012
- Lesticus floresanus Straneo, 1980
- Lesticus fukiensis Jedlicka, 1956
- Lesticus fulgidicollis (Castelnau, 1834)
- Lesticus ganglbaueri Tschitscherine, 1898
- Lesticus gracilis Darlington, 1962
- Lesticus gregori Kuntzen, 1911
- Lesticus harmandi Tschitscherine, 1900
- Lesticus hiekei Straneo, 1980
- Lesticus holzschuhi Straneo, 1985
- Lesticus indus Tschitscherine, 1900
- Lesticus insignis Gestro, 1883
- Lesticus isabellae Lassalle, 1985
- Lesticus jacobsoni Andrewes, 1929
- Lesticus janthinus Dejean, 1828
- Lesticus lakhonus Tschitscherine, 1900
- Lesticus lantschanus Straneo, 1987
- Lesticus lautus Andrewes, 1930
- Lesticus lemoulti Kuntzen, 1914
- Lesticus leopoldi Andrewes, 1932
- Lesticus liparops Andrewes, 1932
- Lesticus lombokensis Kirschenhofer, 2007
- Lesticus louwerensi Straneo, 1948
- Lesticus magnus (Motschulsky, 1860)
- Lesticus medius Darlington, 1971
- Lesticus mouhoti (Chaudoir, 1868)
- Lesticus nepalensis Morvan, 1972
- Lesticus nigerrimus Straneo, 1953
- Lesticus nigroviolaceus Dubault; Lassalle & Roux, 2008
- Lesticus nitescens Sloane, 1907
- Lesticus nubilus Tschitscherine, 1900
- Lesticus overbecki Emden, 1936
- Lesticus peguensis Bates, 1892
- Lesticus philippinicus Kuntzen, 1911
- Lesticus planicollis (Dejean, 1828)
- Lesticus politocollis Motschulsky, 1865
- Lesticus politus (Chaudoir, 1868)
- Lesticus praestans Chaudoir, 1868
- Lesticus prasinus Tschitscherine, 1900
- Lesticus purpurascens Straneo, 1959
- Lesticus putzeysi (Chaudoir, 1878)
- Lesticus rectangulus (Chaudoir, 1868)
- Lesticus restrictus Dubault; Lassalle & Roux, 2008
- Lesticus sauteri Kuntzen, 1911
- Lesticus serraticollis (Chaudoir, 1868)
- Lesticus stefanschoedli Kirschenhofer, 2005
- Lesticus strictus Tschitscherine, 1897
- Lesticus suavis Tschitscherine, 1897
- Lesticus sulabayaensis Kirschenhofer, 2003
- Lesticus sulawesiensis Kirschenhofer, 1997
- Lesticus thetis Kirschenhofer, 1997
- Lesticus tonkinensis Jedlicka, 1962
- Lesticus torajaensis Kirschenhofer, 2007
- Lesticus toxopei Darlington, 1962
- Lesticus tricostatus Chaudoir, 1868
- Lesticus vandoesburgi Straneo, 1948
- Lesticus viridicollis (W.S.Macleay, 1825)
- Lesticus waterhousei Chaudoir, 1862
- Lesticus wegneri Straneo, 1959
- Lesticus wittmeri Morvan, 1980